# Људи у црном (филм)
Људи у црном (енгл. Men in Black) је филм из 1997. године који је режирао Бари Соненфелд. Филм је базиран на стрипу Људи у црном Лауела Канингама. Главне улоге играју: Вил Смит, Томи Ли Џоунс и Винсент Д'Онофрио. Филм је зарадио у САД преко 250 000 000 долара, а укупна зарада је преко 589 400 000. Снимљен је и наставак филма Људи у црном 2.

## Радња
Томи Ли Џоунс и Вил Смит глуме Људе у црном, задужене за све ванземаљске ствари на Земљи. Пошто наша планета врви од ванземаљаца вешто прерушених да би се уклопили међу људе, тајна организација Људи у црном је задужена за надзор и контролу ванземаљских активности и држање свега тога у тајности. Безвољни агент Kеј и његов ентузијастични млади партнер, агент Џеј истражују неколико мистериозних ванземаљских смрти уз помоћ изузетно сналажљиве др Лоре Вивер, заменице њујоршког патолога. Док су на трагу интергалактичком терористи са смртоносним планом, Kеј и Џеј се суочавају са једноставним наређењем: морају да нађу негативца или ће Земља бити уништена. Све то је само уобичајен посао за Људе у црном.

## Улоге
| Глумац                   | Улога                                      |
| ------------------------ | ------------------------------------------ |
| Вил Смит                 | Џејмс Едвардс / Агент Џеј                  |
| Томи Ли Џоунс            | Кевин Браун / Агент Кеј                    |
| Линда Фјорентино         | др Лорел Вивер / Агент Ел                  |
| Винсент Д'Онофрио        | Едгар / Буба                               |
| Рип Торн                 | Начелник Зед                               |
| Тони Шалуб               | Џек Џибс                                   |
| Шивон Фалон              | Бијатрис                                   |
| Мајк Насбом              | Узвишени Розенберг, арквилијански драгуљар |
| Џон Грајс                | Ник, возач комбија                         |
| Серхио Калдерон          | Хосе                                       |
| Карел Страјкен           | Арквилијанац                               |
| Фредрик Лен              | INS агент Јанус                            |
| Ричард Хамилтон          | Агент Ди                                   |
| Кент Фокон               | потпоручник Џејк Џенсен                    |
| Џон Александар           | Мајки                                      |
| Кит Кембел               | Перп                                       |
| Кен Торли                | Зап-ем истребљивач                         |
| Патрик Брин              | Реџи Реџик                                 |
| Беки Ен Бејкер           | госпођа Реџик                              |
| Шон Вејлен               | царински службеник                         |
| Харш Најар               | улични продавац                            |
| Мајкл Вилис              | полицајац у мртвачници                     |
| Вили Си Карпентер        | полицијски инспектор                       |
| Питер Линари             | возач камиона                              |
| Дејвид Крос              | Њутон                                      |
| Чарлс Си Стивенсон млађи | Агент Би                                   |

## Зарада
- Зарада у САД - 250.690.539 $
- Зарада у иностранству - 338.700.000 $
- Зарада у свету - 589.390.539 $